# Oligomyrmex deponens
Oligomyrmex deponens är en myrart som först beskrevs av Walker 1859.  Oligomyrmex deponens ingår i släktet Oligomyrmex och familjen myror. Inga underarter finns listade i Catalogue of Life.